# Herborg Kråkevik
Herborg Kråkevik, född 28 december 1973 i Jondal i Hardanger, är en norsk skådespelare och sångare. Som sångare är hon speciellt känd för sina tolkningar av norska folkvisor.

## Teater
Av roller hon har haft kan nämnas Herborgs verden, Eliza i My Fair Lady (1997) och Julia i Romeo och Julia (1997), de två sista på Den Nationale Scene.

## Artist
Med föreställningen Eg og Edith turnerade hon i Norge med sin tolkning av Edith Piafs sånger tillsammans med Odd Nordstoga på dragspel.
Kråkevik uppnådde stor framgång med albumet Kråkeviks songbok (2000), som innehöll klassiska tolkningar av gamla norska folkvisor. För det albumet blev hon "Årets spellemann" under Spellemannprisen 2000.

## Film
På film är Kråkevik känd för huvudrollen som Petra i Det største i verden (2001), en film som är baserad på Bjørnstjerne Bjørnsons roman Fiskarflickan.

## Privatliv
Kråkevik är gift med Esben Hvam - en dansk jurist - och de har döttrarna Agnes och Petra tillsammans. Kråkevik bor växelvis i Skagen/Köpenhamn i Danmark och i Bergen i Norge.

## Diskografi (urval)
Album
- 1995 – Mi Haugtussa
- 1998 – Herborgs verden
- 2000 – Kråkeviks songbok
- 2002 – Eg og Edith
- 2004 – Forteljingar (ljudbok)
- 2008 – Annleis enn i går
- 2009 – Kvar ein dag
- 2011 – Alltid i mitt sinn
- 2012 – Jul i stova